# Томидзава, Киёси
Киёси Томидзава (яп. 富沢 清司, род. 3 декабря 1943, Фудзиэда, Сидзуока) — японский футболист.

## Карьера
На протяжении всей своей футбольной карьеры выступал за клуб «Nippon Steel». В составе национальной сборной Японии завоевал бронзовые медали летних Олимпийских игр в Мехико (1968).

## Статистика за сборную
| Сборная Японии | Сборная Японии | Сборная Японии |
| Год            | Матчи          | Голы           |
| -------------- | -------------- | -------------- |
| 1965           | 2              | 0              |
| 1966           | 0              | 0              |
| 1967           | 1              | 0              |
| 1968           | 1              | 0              |
| 1969           | 0              | 0              |
| 1970           | 2              | 0              |
| 1971           | 3              | 2              |
| Итого          | 9              | 2              |